# Thomas Ehrsam
Thomas Ehrsam (* 1954 in Bern) ist ein Schweizer Literaturwissenschaftler und Publizist. Im Zentrum seiner Arbeit steht die deutsche Literatur der ersten Hälfte des 20. Jahrhunderts.

## Leben und Werk
Thomas Ehrsam studierte Germanistik, Philosophie und Literaturkritik in Zürich und Hamburg und schloss das Studium 1985 mit einer von Wolfgang Binder betreuten Dissertation über Gottfried Benn ab. Seit 2015 lebt er in Feldberg (Mecklenburg-Vorpommern).
Von 1987 bis 2000 arbeitete er am Archiv für Zeitgeschichte an der ETH in Zürich, anschliessend war er bis 2014 Bibliotheksleiter der Museumsgesellschaft Zürich. Seit 2015 arbeitet er als freischaffender Wissenschaftler und Publizist.
Ein Schwerpunkt in Ehrsams Arbeit sind die Werke Gottfried Benns und Thea Sternheims. Zusammen mit  Regula Wyss edierte er Thea Sternheims umfangreiche Tagebücher; und er gab ihren Briefwechsel mit Gottfried Benn heraus. Ausserdem arbeitete er u. a. zu Friedo Lampe, Ilse Molzahn, Wolfgang Hildesheimer, Jakob Michael Reinhold Lenz und Max Beckmann.

## Auszeichnung
- 2003: Karl-Otten-Preis für die Edition der Tagebücher Thea Sternheims[1]

## Buchpublikationen
- Spiel ohne Spieler: Gottfried Benns Essay „Zur Problematik des Dichterischen“. Kommentar und Interpretation (= Zürcher Beiträge zur deutschen Literatur- und Geistesgeschichte, 62). Artemis Verlag, Zürich 1986, ISBN 3-7608-0690-2 (Diss.).
- Der weisse Fleck. Die Entdeckung des Kongo 1875-1908. Hrsg. mit Kurt Horlacher und Margrit Puhan. Nagel und Kimche, Zürich 2006, ISBN 978-3-312-00378-5.
- Silentium! Lesen und literarisches Leben in Zürich: Museumsgesellschaft und Literaturhaus. Mit einem Vorwort von Ulrich Pfister und Beiträgen von Richard Reich und Beatrice Stoll. Limmat Verlag, Zürich 2009, ISBN 978-3-85791-588-8.
- Thea Sternheim und ihre Welt. „Keiner wage, mir zu sagen: Du sollst!“ Begleitband zur gleichnamigen Ausstellung in der Universitätsbibliothek Basel. Hrsg. mit Regula Wyss. Wallstein Verlag, Göttingen 2015, ISBN 978-3-8353-1769-7.

### Editionen
- Thea Sternheim, Tagebücher 1903–1971. Hrsg. und ausgewählt mit Regula Wyss, im Auftrag der Heinrich Enrique Beck-Stiftung. 5 Bände. Wallstein-Verlag, Göttingen 2002; neu aufgelegt 2011 mit CD des Gesamttexts, ISBN 978-3-8353-0748-3.
- Gottfried Benn, Thea Sternheim: Briefwechsel und Aufzeichnungen. Mit Briefen und Tagebuchauszügen Mopsa Sternheims. Wallstein Verlag, Göttingen 2004, ISBN 3-89244-714-4.
- Friedo Lampe: Briefe und Zeugnisse in 2 Bänden. Göttingen, Wallstein 2018, ISBN 978-3-8353-3150-1.
- Ilse Molzahn: Der schwarze Storch. Roman. Mit einem Nachwort von Thomas Ehrsam. Wallstein Verlag, Göttingen 2022, ISBN 978-3-8353-5135-6.
- Thea Sternheim: Die Pariser Jahre: aus den Tagebüchern 1932–1949. Hrsg. von Thomas Ehrsam. Die Andere Bibliothek, Berlin 2024, ISBN 978-3-8477-0479-9